# Aldeanueva de Barbarroya
Aldeanueva de Barbarroya – gmina w Hiszpanii, w prowincji Toledo, w Kastylii-La Mancha, o powierzchni 91,8 km². W 2011 roku gmina liczyła 650 mieszkańców.